# Jeunesse (Dokumentarfilm)
Jeunesse (Le printemps) (dt. „Jugend“; Originaltitel: Qing Chun (Chun), internationaler Titel: Youth (Spring)) ist ein Dokumentarfilm von Wang Bing aus dem Jahr 2023. Porträtiert werden die jungen Arbeiter des chinesischen Textilstandorts Zhili. Die europäische Koproduktion zwischen Frankreich, Luxemburg und den Niederlanden wurde beim Internationalen Filmfestival von Cannes im Mai 2023 uraufgeführt.

## Handlung
Der Film porträtiert die chinesische Stadt Zhili, ein Zentrum der Textilindustrie. Zahlreiche junge Menschen aus den am Fluss Jangtsekiang gelegenen ländlichen Provinzen machen sich in den Ort auf, um einen Job zu finden. Die im Schnitt 20-jährigen Arbeiter hoffen damit ihre Zukunft finanziell absichern zu können und eine Familie zu gründen, ein Haus zu kaufen oder eine eigene Werkstatt zu eröffnen. Für diesen Traum arbeiten sie unermüdlich und nehmen die Unterbringung in Schlafsälen oder das Einnehmen von Mahlzeiten auf Gängen in Kauf. Unter den jungen Menschen entstehen Freundschaften und Liebesbeziehungen. Im Rhythmus der Jahreszeiten drohen diese Kontakte an finanziellen Misserfolgen oder aufgrund des familiären Drucks zu zerbrechen.

## Hintergrund
Jeunesse ist eine Gemeinschaftsproduktion der Filmgesellschaften Gladys Glover Films und House on Fire (Frankreich) sowie von Chinese Shadows (Hongkong), Les Films Fauves (Luxemburg) und Volya Films (Niederlande). Ebenfalls unterstützt wurde das Projekt vom Centre national du cinéma et de l’image animée (CNC) und Institut français, von Eurimages, vom Netherlands Film Fund, von der Fondation du Judaïsme Français, vom Film Fund Luxembourg, von der Beijing Contemporary Art Foundation, von der Region Île-de-France und vom Centre national des arts plastiques (CNAP).

## Veröffentlichung
Die Premiere des Films erfolgte am 18. Mai 2023 beim Filmfestival von Cannes. Es handelt sich um die erste Teilnahme eines Dokumentarfilms am Hauptwettbewerb seit dem Sieg der US-amerikanischen Produktion Fahrenheit 9/11 von Michael Moore.
Ein Kinostart in Frankreich ist im Verleih des Unternehmens Les Acacias geplant. Für die internationalen Verwertungsrechte ist Pyramide International zuständig.

## Auszeichnungen
Für Jeunesse erhielt Wang Seine erste Einladung in den Wettbewerb um die Goldene Palme, den Hauptpreis des Filmfestivals.